# Retrat d'Amelia C. Van Buren
Amelia Van Buren o Retrat d'Amelia C. van Buren és un pintura de c. 1891 realitzada per l'artista americà Thomas Eakins (1844-1916), ubicada en la Col·lecció Phillips. Descriu Amelia Van Buren (c.1856-1942), una fotògrafa estatunidenca que va estudiar amb Eakins, i va ser considerada "un dels seus alumnes més dotats." La pintura és considerada una de les millors obres d'Eakins.

## Context
Van Buren va estudiar amb Eakins a l'Acadèmia de les Belles Arts de Pennsilvània el 1884 i 1885. El 1886 Eakins la va descriure com:
| « | Una senyora de potser trenta o més anys, i de Detroit. Va venir a l'Acadèmia fa alguns anys per estudiar pintura de figures, els seus pares crec que eren morts. Aviat em vaig adonar que era una persona molt capaç. Tenia un temperament sensible al color i la forma, era greu, seriosa, pensativa, i treballadora. Aviat va superar els seus companys, i li vaig dir que els hauria d'ajudar d'alguna manera...." | » |

L'ajuda d'Eakins va incloure mètodes inusuals: ell, un cop, es va despullar en privat per Van Buren per tal de demostrar un punt anatòmic, una acció que va definir com purament professional. No obstant això, aquesta història era un dels nombrosos incidents polèmics utilitzats pels adversaris polítics d'Eakins que va provocar el seu acomiadament de l'Acadèmia de Pennsilvània.
Després de deixar d'estudiar amb Eakins, Van Buren sovint fou la seva convidada en la seva casa del carrer de Mont Vernon, i va posar per la pintura durant una de les seves visites a Filadèlfia. Tot i que la pintura és datada cap al 1891, també és possible que el retrat hagués estat pintat durant una estada llarga amb Eakins i la seva muller del 6 de desembre de 1888 al 12 d'agost 1889. Un altre amic i estudiant d'Eakins, Charles Bregler, més tard va escriure "recordo amb el plaer que ella contemplava diverses hores una tarda mentre ell (Eakins) pintava en aquesta habitació aquell bonic retrat de Van Buren...No va tenir lloc cap conversa, la seva atenció estava totalment concentrada en la pintura."
Van Buren finalment va deixar de pintar per dedicar-se a la fotografia. Existeixen diverses fotografies d'ella que han estat atribuïdes a Eakins o el seu cercle.

## Composició

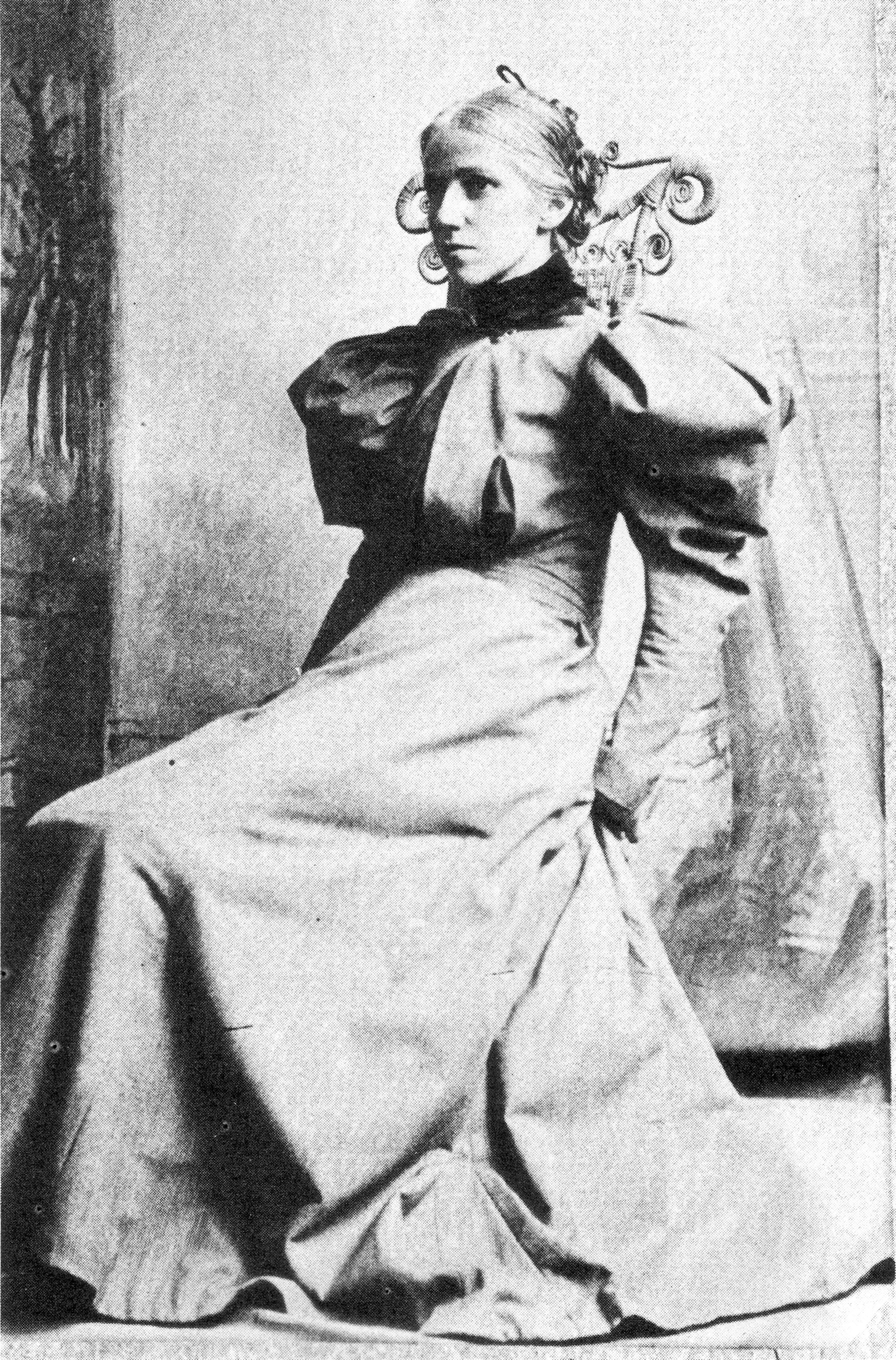
Una fotografia de Van Buren per Thomas Eakins.

La figura asseguda de Van Buren crea una composició piramidal, activada pel moviment del seu cap, braços i tors. El seu cos és il·luminat i dona forma escultòrica per un fort raig de llum venint des de l'esquerra. La seva cara és prima i seriosa, el seu cabell canós estirat enrere, la seva mà dreta aguantant un ventall. Pel biògraf d'Eakins, John Wilmerding, el contrast entre els braços és notable: un braç és sòlid i "arquitectònic...suggestiu d'un potencial tàcit per gran vitalitat", i "el suport del retrat" que desmenteix el rostre reflectant; l'altra mà és ombrejada i coixa. Seu en una cadira Jacobea, un suport que Eakins sovint utilitzava per als seus retrats d'estudi. És selectivament detallat, amb el fi de donar suport sense distreure la figura de Van Buren. El vestit de Van Buren conté brillants formes rosades i tela de color clar arrugat amb patrons florals.

El seu cos es torça "com una molla massa utilitzada", culminant en el punt focal del seu cap, la seva estructura anatòmica exactament representada, el front ample que suggereix presència intel·lectual. Mostra el que un crític ja havia anomenat "una expressió eakinsish", característica de la seva habilitat de retratar un "mer pensament sense l'ajut de gest o actitud." En una carta de la seva joventut, Eakins va explicar el seu interès en 
| « | la "classe més alta, les persones de pensament i sentiment uns que sempre volen veure-ho tot [i] per saber més". | » |

Van Buren estava sovint indisposada, i li van diagnosticar neurastènia; el 1886 va escriure a la dona d'Eakins, Susan: "he descobert que el meu problema és en el meu cap, esgotat per preocupació o alguna altra cosa." El retrat sembla indicar-ho. Tocant la malenconia de la imatge, John Updike es va referir a la pintura quan va escriure "La incomoditat i el dolor interior distingeix el millor dels seus nombrosos retrats (d'Eakins)" El sentit del cansament s’ha interpretat també com una projecció de la personalitat d’Eakins, especialment arran de les seves dificultats professionals. Com a estudi psicològic, s’ha assenyalat que una interpretació tan profunda d’un antic alumne és inusual i que la pintura es pot veure com una mena d’autoretrat.

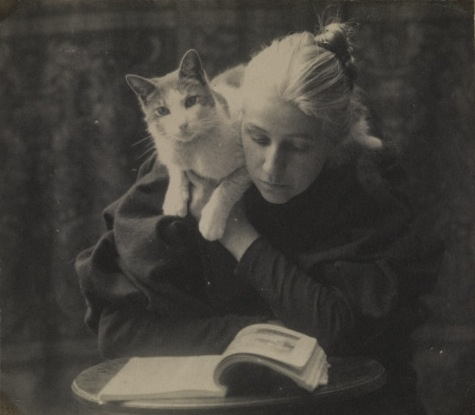
Atribuït a Thomas Eakins, una fotografia d'Amelia C. Van Buren amb un gat, cap a 1880-1891,

La pintura va passar a propietat de Van Buren, possiblement com a regal de l'artista, el 1893. El 1927 la Galeria Phillips li va comprar a Van Buren.